# Сент-Андре (Нью-Брансвік)
Сент-Андре (англ. Saint-André) — сільська община в Канаді, у провінції Нью-Брансвік, у складі графства Мадаваска.

## Населення
За даними перепису 2016 року, сільська община нараховувала 772 особи, показавши скорочення на 5,7%, порівняно з 2011-м роком. Середня густина населення становила 96 осіб/км².
З офіційних мов обидвома одночасно володіли 605 жителів, тільки англійською — 30, тільки французькою — 130, а 5 — жодною з них.
Працездатне населення становило 63,8% усього населення, рівень безробіття — 12,2% (16,7% серед чоловіків та 8,3% серед жінок). 90% осіб були найманими працівниками, а 8,9% — самозайнятими.
Середній дохід на особу становив $33 746 (медіана $29 152), при цьому для чоловіків — $39 682, а для жінок $28 125 (медіани — $38 579 та $20 544 відповідно).
31,9% мешканців мали закінчену шкільну освіту, не мали закінченої шкільної освіти — 29,8%, 37,6% мали післяшкільну освіту, з яких 30,2% мали диплом бакалавра, або вищий.
| Статево-вікова структура населення | Статево-вікова структура населення | Статево-вікова структура населення | Статево-вікова структура населення | Статево-вікова структура населення |
| ---------------------------------- | ---------------------------------- | ---------------------------------- | ---------------------------------- | ---------------------------------- |
|                                    |                                    |                                    |                                    |                                    |
| Всього                             | Всього                             | 50,0%                              |                                    |                                    |
| 0 — 14 років                       | 0 — 14 років                       |                                    | 15,6%                              | 15,6%                              |
| 15 — 64 років                      | 15 — 64 років                      |                                    | 69,5%                              | 69,5%                              |
| 65 і більше                        | 65 і більше                        |                                    | 14,9%                              | 14,9%                              |
| 85 і більше                        | 85 і більше                        |                                    | 0,6%                               | 0,6%                               |
| Середній вік (років)               | Середній вік (років)               | 42,142,4                           | 42,2                               | 42,2                               |
| Медіана (років)                    | Медіана (років)                    | 43,844,0                           | 43,9                               | 43,9                               |
| — чоловіки — жінки                 |                                    |                                    |                                    |                                    |

| Походження мешканців:     | Походження мешканців:     | Походження мешканців: | Походження мешканців: | Походження мешканців: |
| ------------------------- | ------------------------- | --------------------- | --------------------- | --------------------- |
| Походження                |                           |                       | осіб                  | %                     |
| Корінні американці        | Корінні американці        |                       | 45                    | 5.17%                 |
| Інше північноамериканське | Інше північноамериканське |                       | 700                   | 80.46%                |
| Європейське               | Європейське               |                       | 345                   | 39.66%                |
| британське                | британське                |                       | 110                   | 12.64%                |
| французьке                | французьке                |                       | 310                   | 35.63%                |

| Зайнятість населення за галузями (за класифікацією NOC): | Зайнятість населення за галузями (за класифікацією NOC): | Зайнятість населення за галузями (за класифікацією NOC): | Зайнятість населення за галузями (за класифікацією NOC): | Зайнятість населення за галузями (за класифікацією NOC): |
| -------------------------------------------------------- | -------------------------------------------------------- | -------------------------------------------------------- | -------------------------------------------------------- | -------------------------------------------------------- |
|                                                          |                                                          |                                                          |                                                          |                                                          |
| Управління                                               | Управління                                               |                                                          | 5,6%                                                     | 5,6%                                                     |
| Бізнес, фінанси та адміністрування                       | Бізнес, фінанси та адміністрування                       |                                                          | 14,6%                                                    | 14,6%                                                    |
| Природничі та прикладні науки                            | Природничі та прикладні науки                            |                                                          | 4,5%                                                     | 4,5%                                                     |
| Охорона здоров'я                                         | Охорона здоров'я                                         |                                                          | 9%                                                       | 9%                                                       |
| Освіта, правозахист, муніципальні та урядові служби      | Освіта, правозахист, муніципальні та урядові служби      |                                                          | 9%                                                       | 9%                                                       |
| Роздрібна торгівля та послуги                            | Роздрібна торгівля та послуги                            |                                                          | 14,6%                                                    | 14,6%                                                    |
| Гуртова торгівля, транспорт та обладнання                | Гуртова торгівля, транспорт та обладнання                |                                                          | 22,5%                                                    | 22,5%                                                    |
| Природні ресурси, сільське господарство                  | Природні ресурси, сільське господарство                  |                                                          | 7,9%                                                     | 7,9%                                                     |
| Виробництво                                              | Виробництво                                              |                                                          | 11,2%                                                    | 11,2%                                                    |

## Клімат
Середня річна температура становить 3,1°C, середня максимальна – 22,2°C, а середня мінімальна – -21,2°C. Середня річна кількість опадів – 1 056 мм.
| Клімат поселення                              | Клімат поселення | Клімат поселення | Клімат поселення | Клімат поселення | Клімат поселення | Клімат поселення | Клімат поселення | Клімат поселення | Клімат поселення | Клімат поселення | Клімат поселення | Клімат поселення | Клімат поселення |
| Показник                                      | Січ.             | Лют.             | Бер.             | Квіт.            | Трав.            | Черв.            | Лип.             | Серп.            | Вер.             | Жовт.            | Лист.            | Груд.            |                  |
| Середній максимум, °C                         | −7,3             | −5,61            | 1,31             | 8,74             | 16,65            | 22,24            | 22,00            | 21,02            | 15,85            | 9,83             | 3,51             | −5,1             |                  |
| Середня температура, °C                       | −14,29           | −12,58           | −5,66            | 1,78             | 9,70             | 15,28            | 17,96            | 16,98            | 11,80            | 5,78             | −0,52            | −9,13            |                  |
| Середній мінімум, °C                          | −21,23           | −19,52           | −12,6            | −5,18            | 2,74             | 8,31             | 13,90            | 12,92            | 7,76             | 1,74             | −4,57            | −13,18           |                  |
| Норма опадів, мм                              | 83               | 63               | 70               | 70               | 84               | 96               | 116              | 105              | 97               | 90               | 94               | 88               |                  |
| Середньомісячна швидкість вітру, м/с          | 3.90             | 4.00             | 4.20             | 4.00             | 3.78             | 3.40             | 3.10             | 3.00             | 3.30             | 3.70             | 3.80             | 3.90             |                  |
| Середньомісячна сонячна радіація, кДж/м²·день | 5024             | 8373             | 12294            | 15871            | 18491            | 20249            | 19635            | 17246            | 12658            | 7768             | 4598             | 3808             |                  |
| --------------------------------------------- | ---------------- | ---------------- | ---------------- | ---------------- | ---------------- | ---------------- | ---------------- | ---------------- | ---------------- | ---------------- | ---------------- | ---------------- | ---------------- |
| Джерело:                                      |                  |                  |                  |                  |                  |                  |                  |                  |                  |                  |                  |                  |                  |